# أوناغي

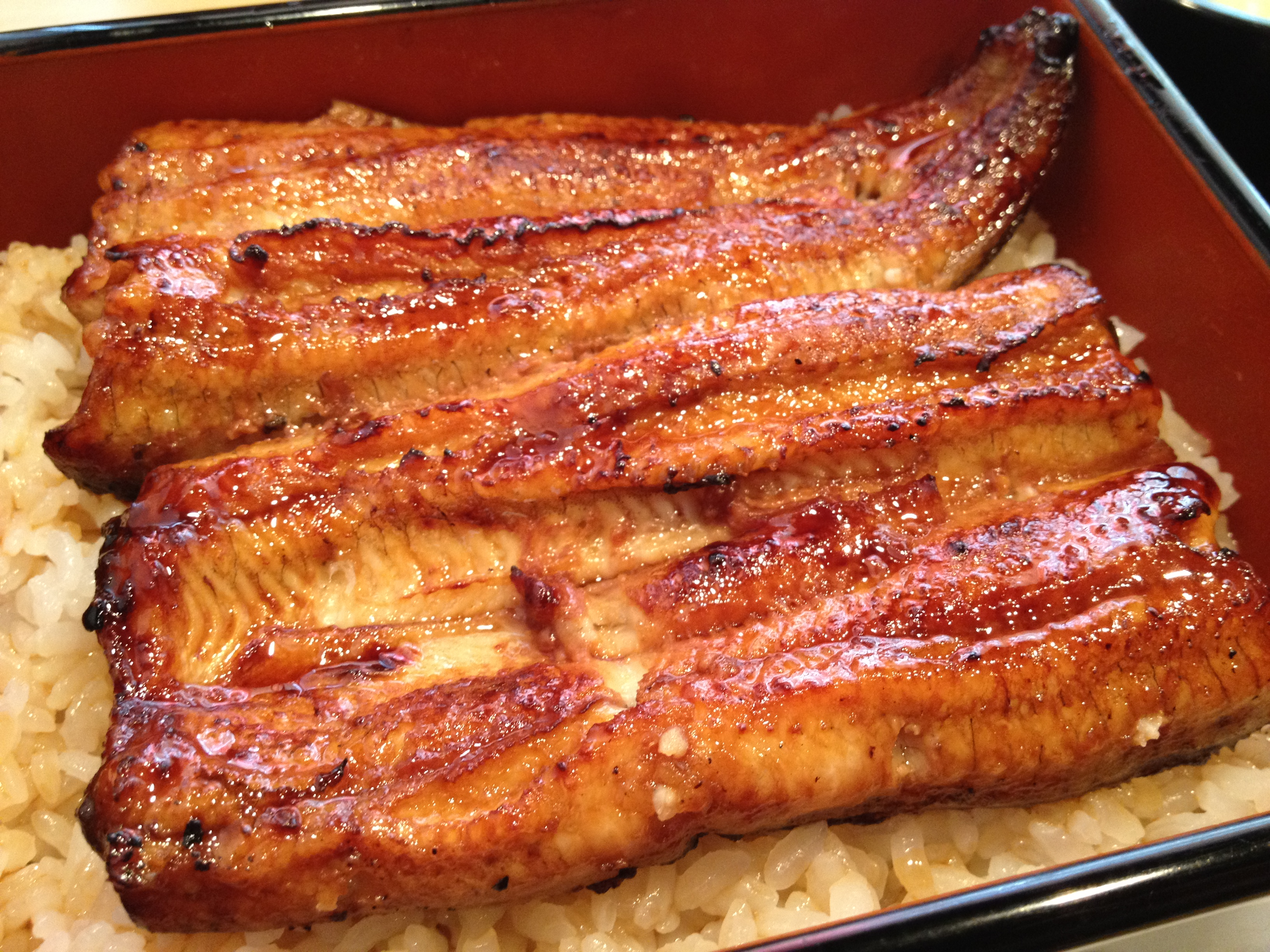
كاباياكي - دون (أونادون)، إحدى الأطباق اليابانية التي يستخدم فيها الأوناغي

أوناغي (باليابانية: うなぎ، بالإنجليزية: Unagi) هي الكلمة اليابانية التي تطلق على إنقليس المياه العذبة، كالإنقليس الياباني بشكل خاص. يعتبر الأوناغي مكوناً هاماً يستخدم في تحضير عدد كبير من الأطباق اليابانية، كالسوشي وأونادون، ويستخدم مسحوق الأوناغي في صنع بسكويتات حلوة الطعم، تعرف باسم فطيرة الأوناغي. للأوناغي طعم مميز، وهو باهظ في السعر، ويؤكل عادة في فصل الصيف. يعتبر الأوناغي غنياً بالبروتين، الفيتامين أ، الكالسيوم، الكولسترول، والدهون المشبعة. هناك أيضاً يوم خاص بتناول الأوناغي، وهو يوم الثور في أواسط فصل الصيف.